# Haemulon chrysargyreum
Espèce
Statut de conservation UICN

 LC  : Préoccupation mineure
Haemulon chrysargyreum, communément nommé gorette tibouche ou  grogneur à petite bouche, est une espèce de poisson de la famille des Haemulidae.

## Description
Le grogneur à petite bouche est un poisson de petite taille qui peut atteindre une longueur maximale de 23 cm, cependant les spécimens habituellement rencontrés n’excèdent guère 17 cm de long,.
Son corps compressé latéralement, doté d'une nageoire caudale fourchue, possède une teinte de fond gris argenté avec cinq lignes jaunes horizontales réparties sur les flancs. Toutes les nageoires sont partiellement ou entièrement jaunes. Et son nom vernaculaire est issu du fait qu'il possède la plus petite bouche de sa famille.

## Distribution & habitat
Le grogneur à petite bouche est présent dans les eaux tropicales et subtropicales de l'Océan Atlantique ouest soit du sud de la Floride aux côtes du Brésil incluant le Golfe du Mexique et la Mer des Caraïbes.
Ce grogneur fréquente les zones exposées des récifs coralliens et des côtes rocheuses jusqu'à 25 mètres de profondeur.

## Biologie
Les grogneurs à petite bouche vivent la journée en banc à proximité des récifs ou des roches et se dispersent le soir pour se nourrir en pleine mer. Leur régime alimentaire se compose essentiellement de plancton mais aussi de petits crustacés et autres mollusques.